# Cortes (kommun i Spanien)
Cortes är en kommun i Spanien.   Den ligger i provinsen Provincia de Navarra och regionen Navarra, i den nordöstra delen av landet, 250 km nordost om huvudstaden Madrid. Antalet invånare är 3 281. Arean är 37 kvadratkilometer.
Terrängen i Cortes är platt.